# Laval-du-Tarn
Laval-du-Tarn (okcitán nyelven La Val de Tarn) község Franciaország déli részén, Lozère megyében. 2011-ben 107 lakosa volt.

## Fekvése
Laval-du-Tarn a Causse de Sauveterre karsztfennsíkon, 810 méteres (a községterület 449–1021 méteres) tengerszint feletti magasságban, La Canourgue-tól 17,5 km-re délkeletre fekszik, a Tarn szurdokvölgye felett. Területének 11,5%-át (4,23 km²) erdő borítja.
Nyugatról La Canourgue, északról Chanac, keletről Sainte-Enimie, délről pedig La Malène községekkel határos. Területe délkeleten lenyúlik a Tarn szurdokvölgyéig, közigazgatási határának egy részét a Tarn alkotja.
Laval-du-Tarnt a D998-as megyei út köti össze a Lot völgyével (Banassac 20 km), valamint Sainte-Enimie-vel (8,5 km).
A községhez tartoznak Boujassac, Lueysse, Mijoule, Montredon, Perrières és Rausas települések.

## Története
Laval-du-Tarn a történelmi Gévaudan tartományhoz tartozott. Roc de la Fare-nál (Montredon közelében) ókori gabal castellum nyomait tárták fel. A települést a 13. században említik először, 1279-ben a Peyre-i báróság birtokába került. Egyházközsége 1308-tól Sainte-Enimie monostorához tartozott.
A község területén (Lueysse közelében) mészkőkitermelés folyik.

### Demográfia
| Év   | Lakosság |
| ---- | -------- |
| 1793 | 400      |
| 1851 | 447      |
| 1876 | 550      |
| 1901 | 554      |
| 1936 | 333      |

| Év   | Lakosság |
| ---- | -------- |
| 1946 | 252      |
| 1954 | 213      |
| 1962 | 206      |
| 1968 | 202      |

| Év   | Lakosság |
| ---- | -------- |
| 1975 | 163      |
| 1982 | 136      |
| 1990 | 136      |
| 1999 | 109      |
| 2010 | 108      |

## Nevezetességei
- A falu Szűz Máriának szentelt temploma román stílusban épült a 11–12. században.
- Château de la Caze - reneszánsz várkastély a Tarn partján, Sainte-Enimie-től 8 km-re délnyugatra. A Soubeyrane-ok 15. században épült várát a francia forradalom alatt börtönné alakították át. Jelenleg magántulajdonban van és luxusszállodaként működik.
- A Grandlac-kastély (Kép) a 15-17. században épült, a 19. század közepén építették újjá, a hozzá tartozó farmgazdasággal együtt.[3]
- Lueysse, Rauzas és Périeyres (Kép) településeken 17-18. századi farm- és tanyaépületek maradtak fent.
- A temetői keresztet 1816-ban állították, Montredon útmenti vaskeresztje 18. századi. Boujassacban 1672-ből, Rauzasban pedig 18. századból származó kőkeresztek találhatóak.[4]
- Aire des Trois-Seigneurs - 60 méteres sugarú megalit kőkör (cromlech) maradványai.[5]
- A község területén összesen 18 dolmen található.
- Grotte du Sabot régészeti lelőhely.

## Kapcsolódó szócikk
- Lozère megye községei